# Ellen Bass
Pour les articles homonymes, voir Bass.
Ellen Bass est née à Philadelphie en 1947, est une poète, essayiste et universitaire américaine, connue, entre autres, pour ses prises de positions de défense des femmes et des enfants victimes de maltraitances et des LGBT victimes de discriminations . 

## Biographie

### Jeunesse et formation
Après ses études secondaires, elle est acceptée par le Goucher College (en) de Towson dans le Maryland, elle y effectue des études de littérature anglaise et elle y obtient son Bachelor of Arts (licence)en 1968.  Elle poursuit ses études à l'université de Boston et y obtient un Master of Fine Arts (mastère 2) en 1970.

### Carrière
Elle  commence à écrire  de la poésie à partir des années 1970, mais c'est avec ses essais et recueil de témoignages prenant fait et cause pour les personnes victimes de pédophiles, d'homophobie et pour les femmes victimes de violences qu'elle se fait connaître. Peu à peu elle devient une figure de proue du féminisme.
En 1974, Ellen Bass  déménage à Santa Cruz, en Californie, et décide de gagner sa vie par l'écriture et l'enseignement de la création littéraire.
Elle est nommée professeure à la Pacific University (en) de Forest Grove dans l'Oregon.
Les thèmes du féminisme, de la maltraitance dans ses différents formes, de l'intolérance envers les homosexuels et l'écologie, sous tendus par un profond humanisme traversent l'ensemble de son œuvre.
Son livre The Courage to Heal est récupéré par des thérapeutes auto-proclamés profitant de la vague de qui est appelé le syndrome des  faux souvenir,,,  et Ellen Bass est hâtivement assimilée à ces gourous,, ce qui l'amène à préciser sa position dans les multiples rééditions et autres ouvrages qui ont repris le thèmes des maltraitances intra-familiales. Ellen Bass répète qu'elle n'a nulle compétence en matière de psychopathologie ou de psychiatrie et qu'elle s'est contentée de recueillir des témoignages. Les débats qui se sont ensuivis ont permis également de réévaluer certaines théories héritées de Freud qui ont légitimé des propos aux conséquences plus ou moins tragiques. Ellen Bass dans cet ouvrage conforta le mouvement féministe.   
Le New Yorker  et l'American Poetry Review publient régulièrement ses poèmes.

### Vie personnelle
Elle vit avec son épouse Janet Bryer, à Santa Cruz,.

## Œuvres

### Recueil de poèmes
- I'm Not Your Laughing Daughter, University of Massachusetts Press, 1er décembre 1973, 96 p. (ISBN 9780870231285),
- Of Separateness & Merging, Random House, 1er janvier 1977, 105 p. (ISBN 9780394734309),
- Our Stunning Harvest : Poems, Philadelphie, Pennsylvanie, New Society Publishers, 1985, 120 p. (ISBN 9780865710535, lire en ligne),
- Mules of Love : Poems, BOA Editions Ltd., 1 janvier 2002, rééd. 1 avril 2002, 96 p. (ISBN 9781929918225, lire en ligne)[18],
- The Human Line, Port Townsend, Etat de Washington, Copper Canyon Press, 2007, 108 p. (ISBN 9781556592553, lire en ligne),
- Like a Beggar, Port Townsend, Washington, Copper Canyon Press, 2014, 92 p. (ISBN 9781556594649, OCLC 858603168, lire en ligne)[19],
- Indigo, Copper Canyon Press, 7 avril 2020, 64 p. (ISBN 9781556595752),

### Essais
- Ellen Bass (dir.) et Louise Thornton (dir.), I Never Told Anyone : Writings by Women Survivors of Child Sexual Abuse, New York, Harper & Row (réimpr. 1991) (1re éd. 1983), 292 p. (ISBN 9780060965730, OCLC 9780060910501, LCCN 82048655, lire en ligne),
- I Like You to Make Jokes With Me, but I Don't Want You to Touch Me, Lollipop Power Books, 1er janvier 1985, 26 p. (ISBN 9780914996255),
- Ellen Bass et Laura Davis, The Courage to Heal : A Guide for Women Survivors of Child Sexual Abuse, New York, Harper Perennial (réimpr. 1992, 1994, 2008) (1re éd. 1988), 644 p. (OCLC 213480084, LCCN 2008011616, lire en ligne),
- Ellen Bass et Laura Davis, Beginning to Heal : A First Book for Survivors of Child Sexual Abuse, New York, Harper Paperbacks (réimpr. 2012) (1re éd. 1993), 144 p. (OCLC 30021272, lire en ligne),
- Ellen Bass et Kate Kaufman, Free Your Mind : The Book for Gay, Lesbian, and Bisexual Youth and Their Allies, New York, Harper Perennial (réimpr. 2007) (1re éd. 1996), 452 p. (OCLC 834222092, LCCN 96004157, lire en ligne)[20],

### Articles
- « [I Am Tired of being the Child, the Maiden Aunt] », Ploughshares, vol. 1, no 4,‎ 1973, p. 72-73 (2 pages) (lire en ligne ),
- « Even Our Language Is an Ever Present Indictment », Women's Studies Newsletter, vol. 6, no 1,‎ hiver 1978, p. 19 (1 page) (lire en ligne ),
- « The Meaning of "Essay" is "To Try" », The Radical Teacher, no 10,‎ décembre 1978, p. 18-21 (4 pages) (lire en ligne ),
- « Household Hazardous Waste: A review of public attitudes and disposal problems », Journal of Environmental Health, vol. 52, no 6,‎ mai-juin 1990, p. 358-361 (4 pages) (lire en ligne ),
- « I didn't know: for Florence Howe », Women's Studies Quarterly, vol. 22, nos 1/2,‎ printemps-été 1994, p. 57 (1 page) (lire en ligne ),
- « The Teacher is the Learner », Women's Studies Quarterly, vol. 22, nos 1/2,‎ printemps-été 1994, p. 58-60 (3 pages) (lire en ligne ),
- « Don't Destroy the World », Women's Studies Quarterly, vol. 23, nos 3/4,‎ hiver 1995, p. 150-151 (2 pages) (lire en ligne ),
- « If There Is No God », Women's Studies Quarterly, vol. 29, nos 1/2,‎ printemps-été 2001, p. 194-195 (2 pages) (lire en ligne ),
- « Touching the Untouched », Bridges, vol. 9, no 2,‎ 2002, p. 12-13 (2 pages) (lire en ligne ),
- « Puppies at the End of the Cenozoic Era », Mississippi Review, vol. 31, nos 1/2,‎ printemps 2003, p. 13-15 (3 pages) (lire en ligne ),
- « At the Nursing Home », Prairie Schooner, vol. 78, no 4,‎ hiver 2004, p. 149-150 (2 pages) (lire en ligne ),
- « When the Young Geneticist Was Asked, "Aren't You Worried about the Implications of Your Work?" with a Toss of Her Sun-Streaked Hair, She Declared, "No, Not at All. I Can't Wait to Fuck a Clone" », The Kenyon Review, vol. 28, no 1,‎ hiver 2006, p. 31-33 (3 pages) (lire en ligne ),
- « God's Grief », The American Poetry Review, vol. 36, no 2,‎ mars-avril 2007, p. 17 (1 page) (lire en ligne ),
- « Visiting My Friend after the Death of Her Son », The American Poetry Review, vol. 40, no 2,‎ mars-avril 2011, p. 25-26 (2 pages) (lire en ligne ),
- « When You Bring in the Paper », Prairie Schooner, vol. 86, no 3,‎ 2012, p. 76 (1 page) (lire en ligne ),
- « Reading Neruda's "Ode to the Onion" », Prairie Schooner, vol. 86, no 3,‎ 2012, p. 74-75 (2 pages) (lire en ligne ),
- « Their Naked Petals », The American Poetry Review, vol. 42, no 6,‎ novembre-décembre 2013, p. 52 (1 page) (lire en ligne ),

## Prix et distinctions (sélection)
- 2002 : lauréate du prix Lambda Literary, catégorie poésie, pour son recueil de poèmes Mules of Love[21],
- 2015 : boursière du National Endowment for the Arts, catégorie poésie[22]
- 2017 : élection à la charge de chancelière de l'Academy of American Poets[23],

## Pour approfondir